# Екологија
Екологија је наука о животној средини , те како она утиче на жива бића и како она утичу на њу. Име науке потиче од грчких речи oikos — дом, домаћинство и logos — наука, изучавање. Термин екологија први пут је употребио немачки биолог Ернест Хекел 1866. године. У лаичкој јавности се овај термин често користи као синоним за појам заштите животне средине, што није исправно јер је заштита животне средине само једна од области којима се бави екологија.
У суштини, екологија је научна дисциплина која проучава распоред и распрострањеност живих организама и биолошке интеракције између организама и њиховог окружења. Окружење (животна средина) организама укључује физичке особине, које сумарно могу да се опишу абиотичким факторима као што су клима и геолошки услови (геологија), али такође укључује и друге организме који деле са њим његов екосистем односно станиште.

## Поље рада
Екологија, која се обично сматра граном биологије, општа је наука која проучава жива бића (организме). Организми могу бити проучавани на многим различитим нивоима, од протеина и нуклеинских киселина (у биохемији и молекуларној биологији), до ћелија (у ћелијској биологији), јединки (у ботаници, зоологији и осталим сличним наукама), и коначно на нивоу популације, заједница и екосистема, до биосфере као целине; задњенаведени нивои су главни предмети еколошких истраживања. Екологија је мултидисциплинарна наука. Због усредсређености на више нивое организације живота и на међуоднос организама и њихове околине, екологија има снажан уплив на многе друге научне гране, поготово на геологију и географију, затим метеорологију, педологију, хемију и физику. Зато се за екологију каже да је холистичка наука и да обједињује традиционалне науке (као нпр. биологију) које, на тај начин, постају њене субдисциплине и све заједно омогућавају даљи развој екологије.
Као грана науке, екологија не прописује шта је „исправно“ а шта „погрешно“. Ипак, учење о биолошкој разноврсности и с тим повезаним еколошким темама омогућило је научно постављање циљева енвиронментализма и дало могућност да се с тим повезане теме изражавају научном методологијом, мерењима и терминологијом. Штавише, холистички приступ проучавању природе подједнако је заступљен и у екологији и у енвајорнментализму.
Погледајмо на који начин еколог може проучавати живот пчела:
- бихевиорални однос међу јединкама неке врсте назива се бихевиорална екологија; на пример, проучавање пчеле матице и њеног односа према пчелама радницима и према трутовима.
- сврсисходна активност врста назива се друштвеном екологијом; на пример, активност пчела обезбеђује опрашивање биљака. Пчелиња друштва производе мед које у исхрани користе друге врсте, као нпр. медведи.
- Однос између природне средине и живих врста назива се екологијом природне средине; на пример, начин на који промене у природној средини утичу на активност пчела. Пчеле могу почети угибати због промена у природној средини (види смањење броја опрашивача). Дакле, природна средина је истовремено и узрок и последица ових промена и самим тим је повезана са опстанком врста.

### Гране екологије
Екологија, као наука широког поља проучавања, може се поделити на неколико главних и споредних субдисциплина:
главне субдисциплине су (поређане по „гнездима“ од мање обимних ка обимнијим):
- бихевиористичка екологија која проучава еколошке и еволуционистичке основе животињског понашања и улогу понашања у прилагођавању животиња њиховим еколошким стаништима;
- популацијска екологија (или аутоекологија) која се бави популацијском динамиком унутар врста и њеном повезаношћу са факторима природне средине.
- екологија животне заједнице (или синекологија) која проучава односе међу врстама у одређеној еколошкој заједници;
- екологија предела или предеона екологија која проучава међуодносе слабије уочљивих делова предела;
- екологија екосистема која проучава размену енергије и материје кроз екосистеме;
- општа екологија која се бави проблематиком на макроеколошком нивоу.

Подела екологије може бити и на основу циљних група проучавања.
- екологија животиња, екологија биљака, екологија микроорганизама, екологија човека, екологија гљива;

Подела може бити на основу проучавања природе животне средине.
- Екологија копнене средине: арктичка (или поларна екологија), тропска екологија, пустињска екологија (екологија температурних зона  такође може постојати као посебна субдисциплина, али, пошто екологија у целини проучава све температурне области, ова додатна субдисциплина је сувишна).
- Екологија слатководне средине
- Екологија морске средине
- Космичка екологија

Подела може бити у односу на ниво организације.
- Екологија заједница и екосистема
- Екологија врста
- Популациона екологија

Подела екологије  може бити према намени истраживања.
- Основна екологија
- Примењена екологија

## Основни принципи екологије

### Биосфера и биоразноврсност
Савремени еколози сматрају да се еколошка проблематика може проучавати на више нивоа: популацијском нивоу (јединке исте врсте), на нивоу биоценозе (заједнице живих врста), на нивоу екосистема и на нивоу биосфере.
Спољашњи слој Земље састоји се од неколико делова:
хидросфере (или воденог слоја), литосфере (слоја земљишта и стена) и атмосфере (или ваздушног слоја). Биосфера (или сфера живота) понекад се дефинише и као „четврти омотач“ и односи се на све животне појаве на планети или на оном делу планете где постоји живот. Она у знатној мери захваћа и остала три слоја упркос чињеници да заправо на постоје стални становници атмосфере. У односу на величину Земље, биосфера покрива само један њен танак слој који се протеже од 11, 000 m испод површине море па до 15, 000 m изнад.
Живот је прво настао у хидросфери, у мањим дубинама, односно у фотичкој зони (дубини до које допире сунчева светлост). Тада су се појавили вишећелијски организми који су настанили бенталну зону (односно, дно мора). Живот на копну се развио касније, након што се формирао озонски омотач који је штитио жива бића од UV (ултраљубичастог) зрачења.
Сматра се да је биоразноврсност добила замах раздвајањем (или сударима) континената. Биосфера и биоразноврсност су нераздвојиве особине Земље. Сфера u себи садржи биоразноврсност. Ова биоразноврсност се истовремено манифестује на еколошком нивоу (екосистем), популацијском нивоу (унутрашња биоразноврсност) и на нивоу врста (биоразноврсност врста).
Биосфера се састоји од великих количина хемијских елемената као што су угљеник, водоник и кисеоник. Остали елементи, као фосфор, калцијум и калијум, такође су важни за живот, иако се налазе у мањим количинама. У екосистему и слојевима биосфере постоји стално кретање ових елемената који се могу пронаћи и у минералним и у органским облицима.
Пошто је количина расположиве геотермалне енергије прилично мала, сва разноврсност функционисања екосистема је заснована на расположивој соларној енергији. Биљке и фотосинтетички микроорганизми претварају светлост у хемијску енергију процесом фотосинтезе, при чему настаје глукоза (прости шећер) и ослобађа се кисеоник. Тако глукоза постаје секундарни извор енергије који омогућује екосистему да функционише. Одређени део ове глукозе користе други организми као извор енергије, док се остали део глукозе може претворити у друге молекуле као што су нпр. аминокиселине. Биљке користе део овог шећера, концентрованог у облику нектара, да привуку опрашиваче који тако поспешују размножавање биљака.
Ћелијска респирација је процес у којем организми (као нпр. сисари) разлажу глукозу на њене саставне делове, воду и угљен-диоксид на тај начин обнављајући ускладиштену енергију коју су биљке првобитно добиле од сунчеве светлости. Сразмера између фотосинтетичке активности биљака и других носиоца фотосинтезе и респирације других организама одређује посебан устрој Земљине атмосфере, нарочито у погледу количине кисеоника.
Атмосферска струјања мешају атмосферу и на тај начин уравнотежују однос елемената и у подручјима интензивне биолошке активности и у подручјима слабије биолошке активности.
Вода се размењује између хидросфере, литосфере, атмосфере и биосфере у правилним циклусима. Океани, као велики резервоари воде, обезбеђују топлотну и климатску стабилност исто као што се хемијски елементи транспортују захваљујући великим океанским струјама.
Да би боље разумели функционисање биосфере те поремећаје повезане са деловањем човека, амерички научници су направили умањену симулацију биосфере, названу Биосфера II.

### Концепт екосистема
Први закон екологије каже да сваки живи организам развија непрекидну и сталну везу са свим другим елементима његове животне средине.
Екосистем може бити дефинисан као стање где постоји интеракција између организама и њихове средине.
Екосистем се састоји од две целине, живота (названог биоценоза) и средине у којој живот постоји (биотоп). Унутар екосистема, живе врсте су међусобно повезане и зависе једна од друге преко ланца исхране те размењују енергију и материју како међусобно тако и са својом средином.
Сваки екосистем може се састојати од ентитета различите величине. Мањи ентитет назива се микроекосистем. на пример, камен и сав живот испод њега може бити један екосистем. Шума може бити мезоекосистем а цео екорегион, заједно са речним сливом, може бити макроекосистем.
Главна питања код проучавања екосистема су:
- колико ефикасна може бити колонизација сушних области?
- које су то промене и варијетети у екосистему?
- како се екосистем понаша на локалном, регионалном и општем нивоу?
- да ли је актуелно стање стабилно?
- какав је значај екосистема? Какву корист од односа међу екосистемима може имати човек, поготово у настојањима да се обезбеди здрава вода?

Екосистеми се често разврставају с обзиром на биотопе које проучавају. Тако се могу дефинисати следећи екосистеми:
- континентални екосистеми (или копнени) као што су шумски екосистеми, ливадски екосистеми (ливаде, степе, саване) те агроекосистеми (пољопривредни екосистеми).
- екосистеми копнених вода као што су лентички екосистеми (језера, баре) или лотички екосистеми (реке, потоци)
- океански екосистеми (мора, океани).

Постоји и класификација с обзиром на заједницу у одређеном екосистему (нпр. људски екосистем).

### Динамика и стабилност
Еколошки фактори  који могу узроковати динамичке промене унутар целокупне популације или унутар појединих врста у одређеној еколошкој средини најчешће се деле на две групе: абиотичке и биотичке.
У абиотичке факторе убрајамо геолошке, географске и климатолошке параметре. Биотоп је регион са сродним обележјима животне средине у којем постоји посебан склоп абиотичких еколошких фактора. Ти фактори су:
- вода, која је истовремено и основни елемент живог света и његов миље
- ваздух, који обезбеђује кисеоник, азот и угљендиоксид за све живе врсте те производњу и испуштање полена и спора
- земљиште, које је у исто време и храна и физичка подршка
  - , салинитет, концентрација минералних материја (попут соли азота и фосфора)
- температура, која не би смела да достиже екстремне вредности чак и у случају када нека од живих врста може поднети високе температуре
- светлост, која екосистему обезбеђује енергију путем фотосинтезе
- природне катастрофе такође се могу сматрати абиотичким факторима.

Биоценоза, или заједница, је група животињских или биљних јединки или микроорганизама. Свака популација је последица акта размножавања унутар јединки исте врсте те заједничког живота на одређеном месту у одређено време. Када у одређеној популацији постоји недовољан број јединки тада је та популација суочена са изумирањем; изумирање врста може почети оног тренутка и када почне опадати број биоценоза (заједница) које се састоје од представника одређене врсте. У малим популацијама, размножавање међу блиским сродницима може довести до смањења генетичке разноврсности што може ослабити саму заједницу.
Биотички еколошки фактори такође утичу на отпорност заједнице; ови фактори могу деловати унутар одређене врсте те између више врста.
Односи унутар врсте се васпостављају међу јединкама истих врста које, опет, сачињавају популацију. То су односи кооперације и компетиције (такмичења) уз поделу територије те, понекад, и хијерархијски постављену организацију заједнице.
Односи међу врстама; интеракције између различитих врста су бројне и најчешће се описују с обзиром на њихов позитиван, негативан или неутралан ефекат на врсте у интеракцији (на пример, симбиоза (однос +/+) или компетиција (однос -/-)). Најзначајнији однос је однос грабљивца и плена, који нас доводи до ланца исхране, базичног концепта у екологији (на пример, биљоједи једу траву, месоједи једу биљоједе а те месоједе једу већи месоједи). Превелик број грабљиваца у односу на бројност плена негативно утиче и на заједницу грабљиваца и на заједницу плена тако што смањена количина хране и висока смртност младих јединки (које још нису достигле репродуктивну зрелост) могу смањити (или спречити) пораст популације и једних и других. Селективно изловљавање одређених врста од стране човека је актуелни пример стања у којем постоји већи број грабљиваца у односу на ловину. Остали фактори укључују паразитизам, заразна обољења и стална борба за ограничене ресурсе у случају када две врсте деле исто еколошко станиште.
Стална интеракција између различитих живих бића одвија се истовремено са сталним мешањем минерала и органских материја које организми користе за свој раст, живот и репродукцију, да би касније послужили као ђубриво. Ово стално кружење елемената (посебно угљеника, кисеоника и азота) те воде једним именом се назива биогеохемијски циклуси. Ти циклуси омогућавају дуготрајну стабилност биосфере (уколико на тренутак занемаримо још увек слабо проучен утицај људског фактора, екстремних временских прилика или геолошких појава). Ова саморегулација, која се контролише повратном спрегом обезбеђује дуготрајност екосистема и назива се хомеостаза. Екосистем такође настоји да се развије до стања идеалне равнотеже, односно климакса, које се достиже након сукцесије екосистема (на пример, бара може да постане тресава).

### Просторни односи и даља подела територије
Екосистеми нису стриктно одвојени једни од других већ су у сталним међуодносима. На пример, вода може циркулисати међу екосистемима у виду реке или океанске струје. Вода и сама по себи, као течна материја, дефинише екосистеме. Поједине врсте, као лососи или слатководне јегуље стално се крећу између морских и слатководних система. Односи међу екосистемима доводе нас до концепта биома.
Биом је хомогена еколошка формација коју налазимо на пространим областима као што је тундра или степа. Биосфера у себи укључује све Земаљске биоме — сва места на којима је могућ живот — од највиших планина до најдубљих делова океана.
Распоред биома најчешће кореспондира са географском ширином и то од екватора до полова, уз различитости који су засноване на физичким карактеристикама средине (на пример, океани или планински ланци) и на клими. Те варијације су повезане са дистрибуцијом врста у складу с њиховом толерантношћу на температурне екстреме и/или на сушу. На пример, фотосинтетичке алге могу се пронаћи само у фотичком делу океана (докле допире светлост), док се четинари најчешће налазе у планинским областима.
Иако се ради о поједностављењу много сложеније шеме, географска ширина и висина дају прилично добар увид у дистрибуцију биоразноврсности унутар биосфере. Врло уопштено говорећи, богатство биоразноврсности (како животињских тако и биљних врста) много брже се смањује у близини екватора (као нпр. у Бразилу) него у близини полова.
Биосфера се такође може поделити на екозоне, које су данас прецизно одређене и првенствено прате границе континената. Екозоне се даље деле на екорегионе, иако се још увек не знају тачно њихове границе.

### Продуктивност екосистема
У одређеном екосистему везе међу врстама су засноване на храни те на улози сваке врсте у ланцу исхране. С обзиром на то, постоје три врсте организама:
- произвођачи — биљке, које имају способност фотосинтезе
- потрошачи — животиње, које могу бити примарни потрошачи (биљоједи), или секундарни односно терцијарни потрошачи (месоједи).
- разлагачи — бактерије, гљивице, које разлажу све органске материје и на тај начин враћају минерале у животну околину.

Ове везе формирају сценарио у којем свака јединка једе претходну али и бива поједена од наредне што се назива ланац исхране или мрежа исхране. У мрежи прехране на сваком нивоу има све мање организама  када се прате спојеви мреже уз ланац.
Овакви концепти нас доводе до идеја о биомаси (свеукупној живој материји на одређеном месту), о примарној продуктивности (повећању количине биљака у одређеном тренутку) и о секундарној продуктивности (свеукупна жива материја коју производе потрошачи и разлагачи у одређеном периоду).
Две задњенаведене идеје су кључ за разумевање и евалуацију капацитета екосистема — броја организама који може поднети одређени екосистем. У свакој мрежи прехране, енергија која се јавља на нивоу произвођача никад се у потпуности не преноси до потрошача. Због тога је, са енергетске тачке гледишта, за људску врсту много прагматичније да буде примарни потрошач (да се храни житарицама и поврћем) него да буде секундарни потрошач (хранећи се биљоједима као што су нпр. говеда), а најлошије је да буде терцијарни потрошач (хранећи се месоједима).
Продуктивност екосистема се понекад процењује поређењем три врсте копнених екосистема те свих водених екосистема:
- шуме (1/3 Земљине копнене површине) садрже богату биомасу и врло су продуктивне. Укупна продуктивност свих светских шума је равна половине целокупне примарне продукције.
- саване, пашњаци и мочваре (1/3 Земљине копнене површине) садрже оскуднију биомасу али су такође продуктивне. Ови екосистеми су главни извори сировина за људску прехрану.
- екстремни екосистеми у областима са екстремним климатским условима — пустиње и полупустиње, тундра, алпски пашњаци и степе — (1/3 Земљине површине) имају сиромашну биомасу и ниску продуктивност.
- коначно, морски и слатководни екосистеми (3/4 Земљине површине) садрже оскудну биомасу (не рачунајући приобалне зоне).

Човековим деловањем у неколико задњих векова озбиљно су смањене површине Земље под шумама (крчење шума), а повећан је број агроекосистема (пољопривреда). Задњих деценија се повећавају површине са екстремним екосистемима (стварање пустиња).

### Еколошки поремећај
Уопштено говорећи, еколошки поремећај настаје када животна средина почне негативно деловати на опстанак живих врста или одређене популације.
То се дешава и кад фактори животне средине почну губити на свом квалитету у поређењу са потребама живих врста и то након промене абиотичких еколошких фактора (на пример, пораст температуре или смањење количине кише).
То се такође дешава када животна средина почне негативно деловати на опстанак врста (или популације) услед појачане активности грабежљиваца (на пример, прекомерни риболов).
Напокон, то се дешава и кад фактори околине почну негативно деловати на квалитет живота живих врста (или популације) услед пораста броја јединки (пренасељеност).
Еколошки поремећаји могу бити већи или мањи (и варирати у трајању од неколико месеци до неколико милиона година). Могу бити бити узроковани природним или људским факторима. Такође, могу захватити једну врсту или мањи број њих, а могу погодити и велик број њих (види чланак уништење врста).
На крају, еколошки поремећај може бити локални (као код изливања нафте) или глобални (пораст нивоа мора повезан за глобалним загревањем).
У складу са наведеним степенима ограничености, локални поремећај може имати значајне или мање значајне последице које иду од угибања већег броја јединки па до потпуног уништења врста. Какав год био узрок, нестајање једне или више живих врста редовно узрокује поремећај у ланцу исхране са далекосежним последицама на опстанак осталих врста. У случају глобалног поремећаја последице могу бити далеко израженије; у неким нестанцима врста више од 90% врста које су живеле у одређеном времену изумрло је. Наравно, мора се напоменути да је нестанак одређених врста (као што су диносаури) довео до ослобађања одређеног станишта омогућивши појаву и диверсификацију сисара. Овде је еколошки поремећај, парадоксално, поспешио беодиверсификацију.
Понекад је еколошки поремећај ограниченог обима и без већих последица за екосистем. Али, најчешће те последице трају много дуже. У ствари, најчешће се ради о повезаном низу догађаја са завршним догађајем. На овој тачки није могућ повратак на претходно стабилно стање и ново стабилно стање ће се постепено васпоставити (види хомеореза).
На крају, исто као што може изазвати нестанак врста, еколошки поремећај може смањити квалитет живота преосталих јединки. Према томе, иако се сматра да је разноврсност људског рода угрожена, неки сматрају да је нестанак људске врсте врло близу. Било како било, епидемије, загађење хране, негативан утицај загађења ваздуха на здравље, мањак хране, мањак животног простора, нагомилавање отровног и тешко разградивог отпада те угрожавање опстанка кључних врста (велики мајмуни, панде и китови) такође су фактори који утичу на људско благостање.
У протеклих неколико десетака година јасно се уочава све већи утицај човека на еколошке поремећаје. Захваљујући технолошком напретку и брзом прираштају становништва људски род има много већи уплив на своје животно окружење него иједан други фактор екосистема.
Неки од најчешће помињаних примера еколошких поремећаја су:
- пермско-тријаско истребљење пре 250 милиона година
- кредно-терцијарно истребљење пре 65 милиона година
- глобално загревање повезано са ефектом стаклене баште. Загревање може проузроковати поплаве око делта азијских река (види такође еколошке избеглице), чешће појаве екстремних временских поремећаја и квалитативне и квантитативне промене у производње хране (види глобално загревање и пољопривреда)
- појава рупе у озонском омотачу
- крчење шума и повећање пустиња, уз нестанак многих врста
- топљење нуклеарног језгра у Чернобиљу 1986. изазвало је смрт много људи и животиња и узроковало бројне мутације на људима и животињама. Област око нуклеарке је напуштена због велике количине радијације испуштене при топљењу језгра.